# Euproctis nigropunctatum
Euproctis nigropunctatum is een vlinder uit de familie spinneruilen (Erebidae), onderfamilie donsvlinders (Lymantriinae).Deze soort is voor het eerst wetenschappelijk beschreven door Lars Kühne in een publicatie uit 2010.
De soort komt voor in Namibië.